# 우서 펜드래건
우서 펜드래건(웨일스어: Uthyr Pendragon, Uthyr Bendragon 우서르 벤드라곤, 영어: Uther Pendragon [ˈʲuːθər pɛnˈdræɡən][*])은 로마 치하 브리타니아의 전설적인 왕이며, 아서왕의 아버지라고 한다. 고대 웨일스어 및 중세 웨일스어 문헌이 소수 남아 있으나, 그 생애는 대개 몬머스의 제프리가 쓴 라틴어 문헌 《브리타니아 열왕사》에 기반한다. 문헌들 전체적으로 매우 애매한 인물로서 상세한 묘사가 이루어지지 않는다. 다만 강력한 왕이고 백성들의 보호자였다고 한다. 멀린이 우서를 그 적 고를로이스로 둔갑시켰고, 우서는 콘월 공작의 아내 이그레인과 동침하여 아서를 수태시켰다 한다.
| 전임 보티건 | 제102대 브리튼인의 왕 449년 ~ ? | 후임 아서 펜드래곤 |

## 같이 보기
- 브리튼인의 신화적 왕